# Burmai hadjárat
A burmai hadjárat a második világháború délkelet-ázsiai hadszínterén folyt Burma területén, elsősorban a brit Nemzetközösség, Kína és az USA alakulatai alkotta szövetséges csapatok és a Japán Birodalom megszálló csapatainak összecsapás-sorozata, amely 1942 januárja és 1945 júliusa között folyt. A japán csapatokat erősítette még Sziám hadereje, a Burmai Nemzeti Hadsereg és az Indiai Nemzeti Hadsereg (Azad Hind), utóbbit főként a német Abwehr agitálta a britek ellen. A brit Nemzetközösség soraiban az Egyesült Királyság csapatain kívül szerepelt még afrikai gyarmatainak egyes alakulatai, valamint Brit India csapatai is.
A hadjáratnak több sajátossága volt. A térség geográfiai jellemzőinek köszönhetően a harcoló alakulatoknak fel kellett készülniük a tagolt, szabdalt, dzsungelszerű terepszakaszok leküzdéséhez szükséges felszerelések kialakítására (kötelek, bozótvágók, hídépítő eszközök), műszaki eszközök helyi készítésére, illetve az ilyen területen való eredményes harc megvívására. Különös gondot kellett fordítaniuk a sebesültek helyszíni ellátására, illetve azok frontvonalról való elszállítására. Az utánpótlási infrastruktúra kiépítéséért felelős utász alakulatokat ezen tulajdonságok igen komoly feladatok elé állították. A térség hadianyagait rendszerint vízi vagy légi úton tudták csak eljuttatni a harcoló csapatokhoz, kiépített közutak gyakorlatilag nem álltak rendelkezésre. A térség műveletei tehát komoly logisztikai fejlesztéseket igényeltek minden harcoló féltől.
Másik jelentős sajátossága az éghajlati viszonyokhoz való igazodás. A szezonálisan beköszöntő monszuni esőzések alatt az egyes hadműveleteket csak nagy nehézségek árán tudták kivitelezni, gyakran több hónapra fel kellett mindennemű csapatmozgást függeszteni és az ellátásra koncentrálni.
Aggályos volt továbbá, hogy a Brit Indában zajló feszültségek és az európai hadszíntér élvezte prioritás miatt a csapatok nem dúskáltak az ellátmányokban, a térség polgári lakosságától pedig nem remélhettek jelentős segítséget, hiszen ők maguk is meglehetősen egyszerű körülmények között éltek.
Ezen okokból a hadjárat négy fő fázisra bontható:
1. Burma japán megszállása és a brit, indiai és kínai csapatok kiűzése a térségből 1942-ben. Ebben az időszakban zajlott le a maláj és a szingapúri csata, valamint a Holland Kelet-indiai hadjárat is.
2. A szövetségesek sikertelen offenzívái a burmai hegyekben 1942 végétől 1943 szeptemberéig, majd az újabb, sikeres előretörések 1944 elejéig.
3. Japán haderő India ellen vezetett inváziója (U-gó hadművelet), amely Imphal és Kohima alatti csatavesztésekben fulladt ki.
4. Végül pedig a szövetségesek 1944 közepén indított teljes offenzívája Burma felszabadítására, ami 1945 közepéig tartott.

## A térség japán hadműveletei
- Ha-gó hadművelet – 1944. február 5–23.
- U-gó hadművelet – 1944. március–június vége

## A térség szövetséges hadműveletei
- Longcloth hadművelet – 1943
- Thursday hadművelet – 1944
- Dracula hadművelet – 1945